# Клобмены
Кло́бмены (англ. Clubmen) — участники крестьянского движения в Англии в марте – ноябре 1645 в период Английской революции, третья сила английской Гражданской войны, равно враждебная как кавалерам, так и круглоголовым. Клобмены представляли крестьянские отряды самообороны из западных графств. Требовали отмены копигольда. Клобмены действовали небольшими вооруженными группами, и их общая численность доходила до 50 тысяч человек. Разгромлены в конце 1645 парламентской армией во главе с Ч. Флитвудом, отправленной Оливером Кромвелем.